# Jordán Adél
Jordán Adél (Budapest, 1980. szeptember 14. –) magyar színésznő, a Budapesti Katona József Színház tagja. Édesapja Jordán Tamás a Nemzet színésze és Kossuth-díjas színművész, édesanyja Lázár Kati Kossuth-díjas színésznő.

## Életútja
Szülei Lázár Kati és Jordán Tamás. A Színház- és Filmművészeti Egyetemen Máté Gábor tanítványa volt. A diploma átvétele után, 2003-ban az Egri Gárdonyi Géza Színház szerződtette. 2006-ban került a Katona József Színház társulatába.

### Magánélete
Gyermekkora óta az I. kerületi Tabán lakója.
Öt évig élt együtt Fenyő Iván színésszel. Férje Keresztes Tamás színművész volt, akivel közös gyermekük Andor, 2010-ben született. 2020 januárjában bejelentették szakításukat.
2021 augusztusában bejelentette, hogy párkapcsolatban él Székely Kriszta színházrendezővel.

## Szerepei

### Színház
- Egressy Zoltán: Portugál (Feleség)
- Csehov:
  - Három nővér (Irina)
  - Sirály (Mása)
  - Ivanov (Szása)
- Gorkij:
  - Barbárok (Ligyija)
  - Éjjeli menedékhely (Natasa)
  - Fényevők (Melanija)
- Georg Büchner - Robert Wilson - Tom Waits - Kathleen Brennan: Woyzeck (Marie)
- Vinnai András - Bodó Viktor: Ledarálnakeltűntem
- Musik, Musikk, Musique
- Dévényi Ádám: A dalnok meg a zajnok (Fénylény)
- Tankred Dorst: Paul úr (Anita)
- William Shakespeare:
  - Szentivánéji álom (Heléna)
  - Macbeth (Első boszorkány)
- Joe Masteroff: Kabaré (Lulu), (Kost kisasszony), (Sally Bowles)
- Kapecz Zsuzsa, Gothár Péter: Diótörő (Bőr egér)
- Hófehérke (Másik lány)
- Carlo Goldoni: 
  - Leskelődők (Corallina)
  - A karnevál utolsó éjszakája (Elenetta, Augustin felesége)
- Görgey Gábor: Rokokó háború (Lány)
- Böhm György, Korcsmáros György: Otelló Gyulaházán (Udvardy Pötyi, súgó és segédszínésznő)
- Alan Jay Lerner: My Fair Lady (Eliza Doolittle)
- Toepler Zoltán: A látszat dzsal (Kő Nárcisz)
- Georges Feydeau: A Hülyéje (Armandine)
- Szabó Tamás: Tanulmány a nőkről (Dr. Képes Vera)
- Szophoklész: Trakhiszi nők (Trakhiszi nők kara)
- Odüsszeisz (Kirké)
- George Bernard Shaw: A hős és a csokoládékatona (Raina Petkova)
- Biljana Srbljanović: Sáskák (Alegra, 10)
- Vinnai András: Vakond (Sandra)
- Leonyid Andrejev: Kutyakeringő (Jelizaveta, Henrik Tiele menyasszonya)
- Pedro Calderón de la Barca: Az élet álom (Rosaura)
- Marivaux: A szerelem diadala (Leonida, királynő)
- Ion Luca Caragiale: Farsang (Didina)
- Mohácsi István, Mohácsi János: A nyaralás (Libera)
- Ödön von Horváth: A végítélet napja (Leimgruberné)
- Fred Ebb, Bob Fosse: Chicago (Velma Kelly)
- Bill Manhoff: Bagoly és Cica (Doris)
- Peter Weiss: M/S (Kikiáltó)
- Mike Leigh: Abigail bulija (Angie)
- Martin McDonagh: Hóhérok (Shirley)
- Henrik Ibsen: Hedda Gabler (Hedda Gabler)
- Pintér Béla: Anyaszemefénye (Barna Brigitta)
- Pintér Béla: Ascher Tamás Háromszéken (Tordán Léda)

### Film
- Ez van, Azarel /rövidfilm/ (1995)
- Közel a szerelemhez (1999)
- uristen@menny.hu /rövidfilm/ (2000)
- Csocsó, avagy éljen május elseje! (2001)
- Jött egy busz... (2003) – Zsuzsi
- Csak szex és más semmi (2005) – Saci
- Ulricht /Rövidfilm/ (2006) – Adél
- Oldalbordák /rövidfilm/ (2006)
- Jumurdzsák gyűrűje /videójáték/ (2006) – Sárosi Juli
- S.O.S. szerelem! (2007) – A miniszter szeretője
- 9 és 1/2 randi (2008) – Merci
- Kolorádó Kid (2010) – Csóka Joli
- Aglaja (2012) – Mary Mistral
- Én is téged, nagyon /rövidfilm/ (2012) – Ibolya
- Nagyanyám köldöke /rövidfilm/ (2013) – Nagymama, Anya, Feleség
- Isteni műszak (2013) – Mrs. Steiner lánya
- Három nagymamám volt /rövidfilm/ (2013) – Narrátor
- Megdönteni Hajnal Tímeát (2014) – Virág
- Kőmajmok háza (2014) – Marcsi néni
- Dumapárbaj (2015) – Barbi
- Munkaügyek (2016–2017) – Anita
- Hamlet 360 (2017)
- Tóth János /tévésorozat/ 14 epizód (2017–2018) – Léna
- Róma bukása /Rövidfilm/ (2018) – Anya (hang)
- Nyitva (2018) – Eszter
- Candide kalandjai (2018) - Kunigunda
- Csak színház és más semmi (2019)
- Akik maradtak (2019) – Klára anyja
- Mellékhatás (2020) – Dalma
- Marsra magyar! (2024) – Lilla édesanyja
- Bolond Istók (2024) – Anna
- Hunyadi (2025) – Kottaner Ilona

## Díjai, elismerései
- Vastaps-díj - Különdíj (2007)
- Máthé Erzsi-díj (2007)
- POSZT, a MASZK Országos Színészegyesület díja - A legjobb női alakítás (2007)
- Junior Prima díj (2008)
- Vastaps-díj - legjobb női alakítás (Barbárok, A hős és a csokoládékatona) (2009)
- Bezerédj-díj (2012)[11]
- Legjobb mellékszereplő, Vidor fesztivál (A nyaralás), megosztva: Pálos Hannával (2013)
- Vastaps Alapítvány Díj: Legjobb női epizódszereplő (Sirály) (2016)
- Színikritkusok díja: Legjobb női mellékszereplő (Ascher Tamás Háromszéken) (2019)
- Arany Medál díj – Az év színésznője (2023)

## Kép és hang
- Önbizalom növelő tréning
- Betelefonálós játék[halott link]